# 張朝瑞
張朝瑞（1536年—1603年），字子禎，號鳳梧，直隸淮安府海州人，明朝政治人物。

## 生平
嘉靖四十年（1561年）辛酉科應天鄉試第八十八名舉人，隆慶二年（1568年）中式戊辰科三甲進士。授山東安丘縣知縣，丁父母憂歸。服闋，補鹿邑縣知縣，遷南京行人司副，轉戶部員外郎，升郎中，升金華府知府，升山東按察司副使，濟南兵備道兼管河道，萬曆二十一年（1593年）閏十一月調浙江，整飭金衢道兵備，二十三年（1595年）二月升浙江嘉湖道左參政，遷南京應天府府丞，二十七年（1599年）五月升南京鴻臚寺卿。累疏乞休，兩次詔旨慰留，起復原職，兼攝應天府尹事，三十一年（1603年）二月病卒，享年六十八。葬海州東門外鳳凰山下。

## 著作
著有《孔門傳道錄》、《禹貢本末》、《皇明貢舉考》、《南国贤书》等。

## 家族
曾祖張俊；祖父張通，典史；父張昶，號伊湖，恩例訓導。嫡母孟氏；繼母王氏、孟氏；生母鍾氏。具慶下。